# Green Bay Packers 2007
La stagione 2007 dei Green Bay Packers è stata la 87ª della franchigia nella National Football League. La stagione regolare si chiuse con un record di 13-3, avendo la possibilità di saltare il primo turno di playoff. Nel divisional round i Packers batterono i Seattle Seahawks, perdendo poi nella finale della NFC contro i New York Giants futuri vincitori del Super Bowl. Fu l'ultima stagione da Brett Favre con la franchigia: questi, dopo essersi inizialmente ritirato, tornò sui propri passi e venne di conseguenza scambiato con i New York Jets. 
Questa fu anche la 50ª stagione dei Packers al Lambeau Field.

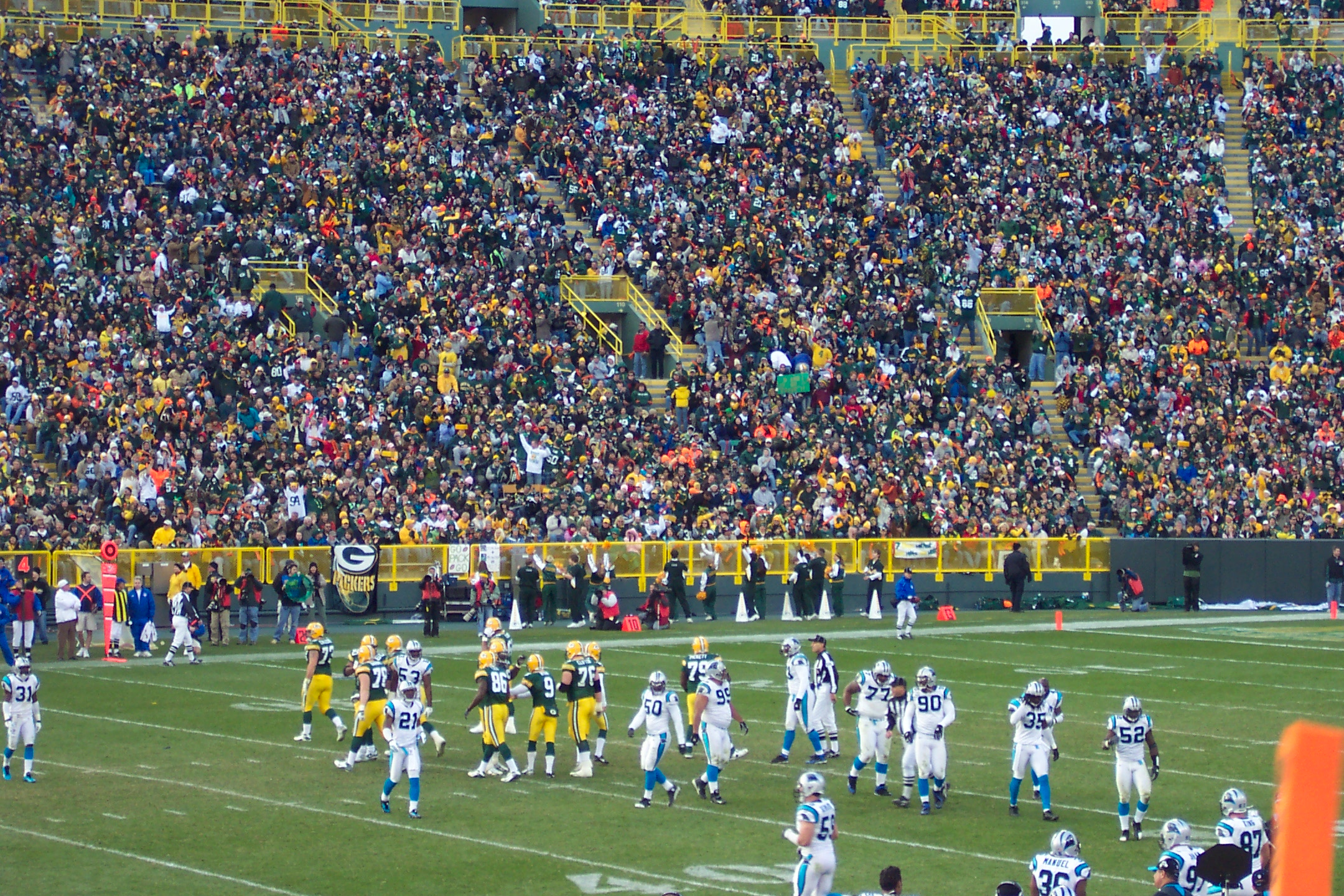
L'attacco dei Packers contro i Carolina Panthers nella settimana 11

## Roster
| Roster dei Green Bay Packers nel 2007 |
| --- |
| Quarterback - Brett Favre - Craig Nall - Aaron Rodgers Running Back - Ryan Grant - Korey Hall FB - Brandon Jackson - John Kuhn FB - Vernand Morency Wide Receiver - Shaun Bodiford - Donald Driver - Greg Jennings - James Jones - Ruvell Martin - Koren Robinson Tight End - Bubba Franks - Ryan Krause - Donald Lee Offensive Linemen - Allen Barbre G - Chad Clifton T - Daryn Colledge G - Tony Moll T - Jason Spitz G - Mark Tauscher T - Orrin Thompson T - Scott Wells C Defensive Linemen - Conrad Bolston DT - Kabeer Gbaja-Biamila DE - Justin Harrell DT - Jason Hunter DE - Cullen Jenkins DE - Aaron Kampman DE - Michael Montgomery DE - Daniel Muir DT - Ryan Pickett DT - Corey Williams DT Linebacker - Nick Barnett ILB - Desmond Bishop ILB - A.J. Hawk OLB - Brady Poppinga OLB - Tracy White OLB Defensive Back - Atari Bigby SS - Will Blackmon CB - Jarrett Bush CB - Nick Collins FS - Al Harris CB - Charlie Peprah SS - Aaron Rouse FS - Frank Walker CB - Tramon Williams CB - Charles Woodson CB Special Team - Mason Crosby K - Rob Davis LS - Jon Ryan P Lista delle riserve - Colin Cole DT (IR) - Junius Coston G (IR) - Tyrone Culver S (IR) - Noah Herron RB (IR) - Abdul Hodge ILB (IR) - Carlyle Holiday WR (IR) - Tory Humphrey TE (IR) - Johnny Jolly DT (IR) - Tony Palmer G (IR) - Ryan Powdrell FB (IR) - Tyson Walter C (IR) - DeShawn Wynn RB (IR) Squadra di allenamento - Carl-Johan Björk ILB Int'l - Chris Francies WR - Spencer Havner OLB - Ryan Keenan G - Alfred Malone DT - Chris Patrick G (infortunato) - Joe Porter CB - Cameron Stephenson G - Cliff Washburn T - Corey White FB |
| Legenda - I rookie sono in corsivo. - Il primo ruolo è il principale mentre gli eventuali successivi indicano i ruoli secondari. - (IR) sta per Injured Reserve ed indica la lista ristretta per un solo giocatore infortunato che può tornare ad allenarsi dopo la settimana 6 e a rientrare in prima squadra dopo che questa ha giocato 8 partite. - (NF-Inj.) / (NF-Ill.) stanno rispettivamente per Non-Football Injured e Non-Football Illness ed indicano le liste dove viene inserito un giocatore che ha un infortunio o una malattia non dipendente dal football americano. - (PUP) sta per Physically Unable to Perform ed indica la lista dove viene inserito un giocatore mentre è in attesa di recuperare la condizione fisica. Nella stagione regolare dopo la sesta partita giocata dalla propria squadra, il giocatore ha tempo tre settimane per riprendere ad allenarsi, più tre settimane aggiuntive dal suo rientro agli allenamenti per rientrare in prima squadra. |

## Calendario
| Stagione regolare |                    |                       |                    |                    |                              |                    |                    |
| Turno             | Data               | Avversario            | Risultato          | Record             | Stadio                       | Sintesi            |                    |
| 1                 | 9 settembre        | Philadelphia Eagles   | V 16–13            | 1–0                | Lambeau Field                | Recap              |                    |
| 2                 | 16 settembre       | at New York Giants    | V 35–13            | 2–0                | Giants Stadium               | Recap              |                    |
| 3                 | 23 settembre       | San Diego Chargers    | V 31–24            | 3–0                | Lambeau Field                | Recap              |                    |
| 4                 | 30 settembre       | at Minnesota Vikings  | V 23–16            | 4–0                | Hubert H. Humphrey Metrodome | Recap              |                    |
| 5                 | 7 ottobre          | Chicago Bears         | S 20–27            | 4–1                | Lambeau Field                | Recap              |                    |
| 6                 | 14 ottobre         | Washington Redskins   | V 17–14            | 5–1                | Lambeau Field                | Recap              |                    |
| 7                 | Settimana di pausa | Settimana di pausa    | Settimana di pausa | Settimana di pausa | Settimana di pausa           | Settimana di pausa | Settimana di pausa |
| 8                 | 29 ottobre         | at Denver Broncos     | V 19–13 (dts)      | 6–1                | Invesco Field at Mile High   | Recap              |                    |
| 9                 | 4 novembre         | at Kansas City Chiefs | V 33–22            | 7–1                | Arrowhead Stadium            | Recap              |                    |
| 10                | 11 novembre        | Minnesota Vikings     | V 34–0             | 8–1                | Lambeau Field                | Recap              |                    |
| 11                | 18 novembre        | Carolina Panthers     | V 31–17            | 9–1                | Lambeau Field                | Recap              |                    |
| 12                | 22 novembre        | at Detroit Lions      | V 37–26            | 10–1               | Ford Field                   | Recap              |                    |
| 13                | 29 novembre        | at Dallas Cowboys     | S 27–37            | 10–2               | Texas Stadium                | Recap              |                    |
| 14                | 9 dicembre         | Oakland Raiders       | V 38–7             | 11–2               | Lambeau Field                | Recap              |                    |
| 15                | 16 dicembre        | at St. Louis Rams     | V 33–14            | 12–2               | Edward Jones Dome            | Recap              |                    |
| 16                | 23 dicembre        | at Chicago Bears      | S 7–35             | 12–3               | Soldier Field                | Recap              |                    |
| 17                | 30 dicembre        | Detroit Lions         | V 34–13            | 13–3               | Lambeau Field                | Recap              |                    |

Note: gli avversari della propria division sono in grassetto.

### Playoff
| 'Playoff         |                 |                      |               |        |               |         |
| Turno            | Data            | Avversario (seed)    | Risultato     | Record | Stadio        | Sintesi |
| Divisional       | 12 gennaio 2008 | Seattle Seahawks (3) | V 42–20       | 1–0    | Lambeau Field | Recap   |
| NFC Championship | 20 gennaio 2008 | New York Giants (5)  | S 20–23 (dts) | 1–1    | Lambeau Field | Recap   |

## Classifiche
| NFC North             |    |   |   |      |     |      |     |     |     |
|                       | V  | S | P | %    | DIV | CONF | PF  | PS  | STR |
| (2) Green Bay Packers | 13 | 3 | 0 | .813 | 4–2 | 9–3  | 435 | 291 | V1  |
| Minnesota Vikings     | 8  | 8 | 0 | .500 | 3–3 | 6–6  | 365 | 311 | S2  |
| Detroit Lions         | 7  | 9 | 0 | .438 | 3–3 | 4–8  | 346 | 444 | S1  |
| Chicago Bears         | 7  | 9 | 0 | .438 | 2–4 | 4–8  | 334 | 348 | V2  |